# Rochuskapelle (Düsseldorf)

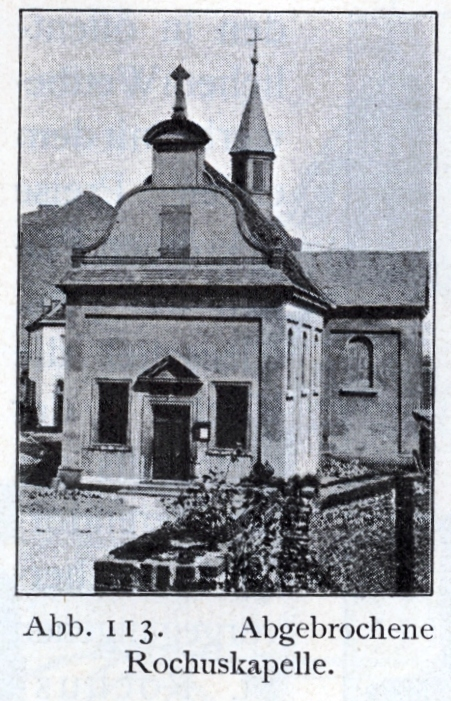
Rochuskapelle

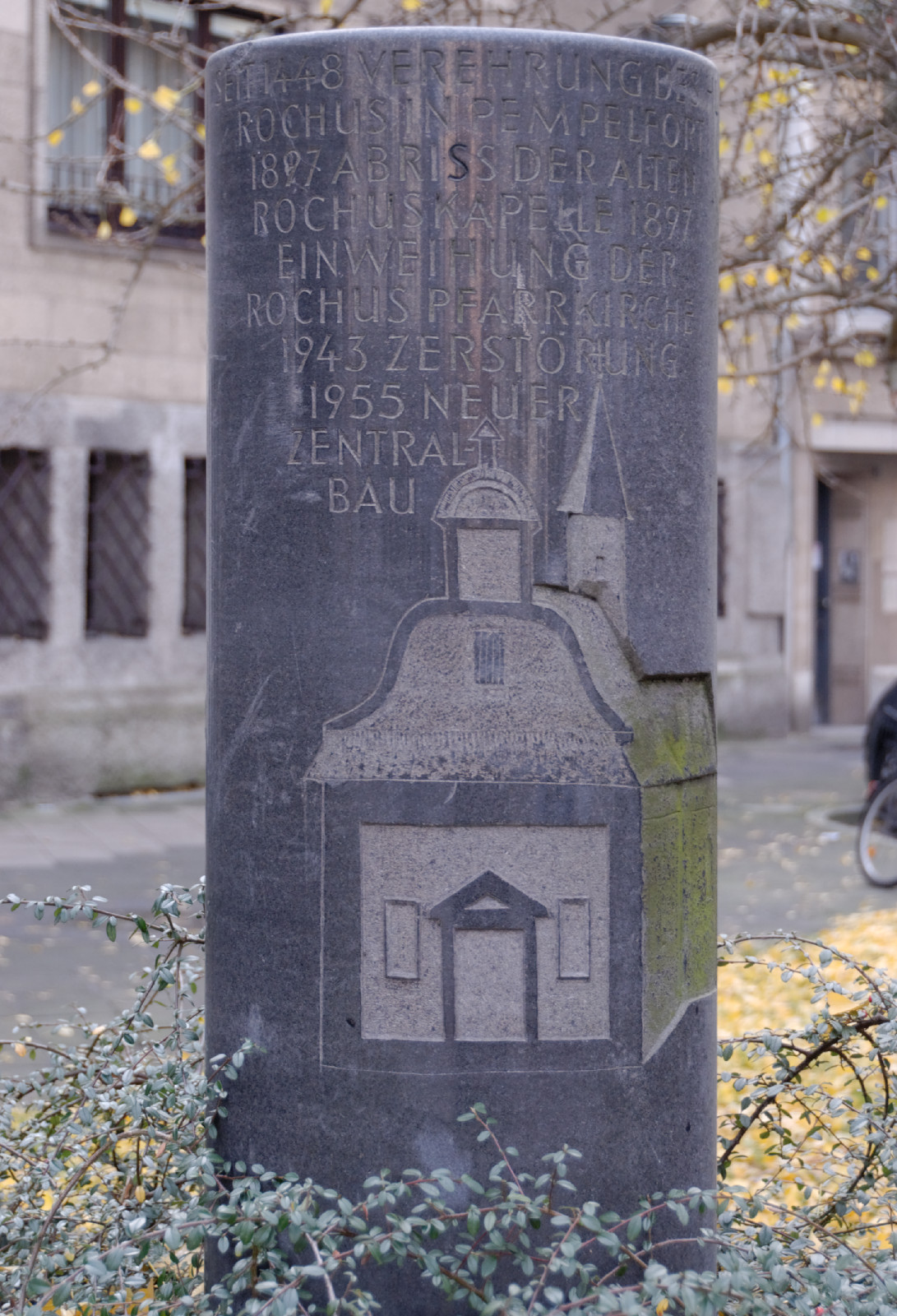
Gedenksäule für die Rochuskapelle

Die Rochuskapelle in Düsseldorf bestand von 1667 bis 1897.

## Geschichte
1448 wird erstmals die Verehrung des hl. Rochus in Pempelfort belegt. 1667 wurde aus Anlass des Abklingens einer Pestepidemie die Kapelle erbaut. Sie war ein einschiffiger Bau. Der Grundriss war kreuzförmig und der Sakralraum war innen gewölbt. Über der Vierung erhob sich ein achtseitiger Dachreiter. Nachdem die Rochuskirche fertiggestellt worden war, brach man die Kapelle ab.

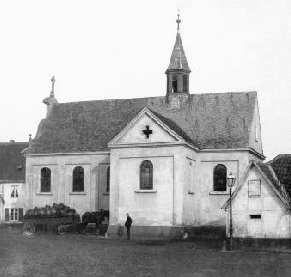
Seitenansicht der Rochuskapelle
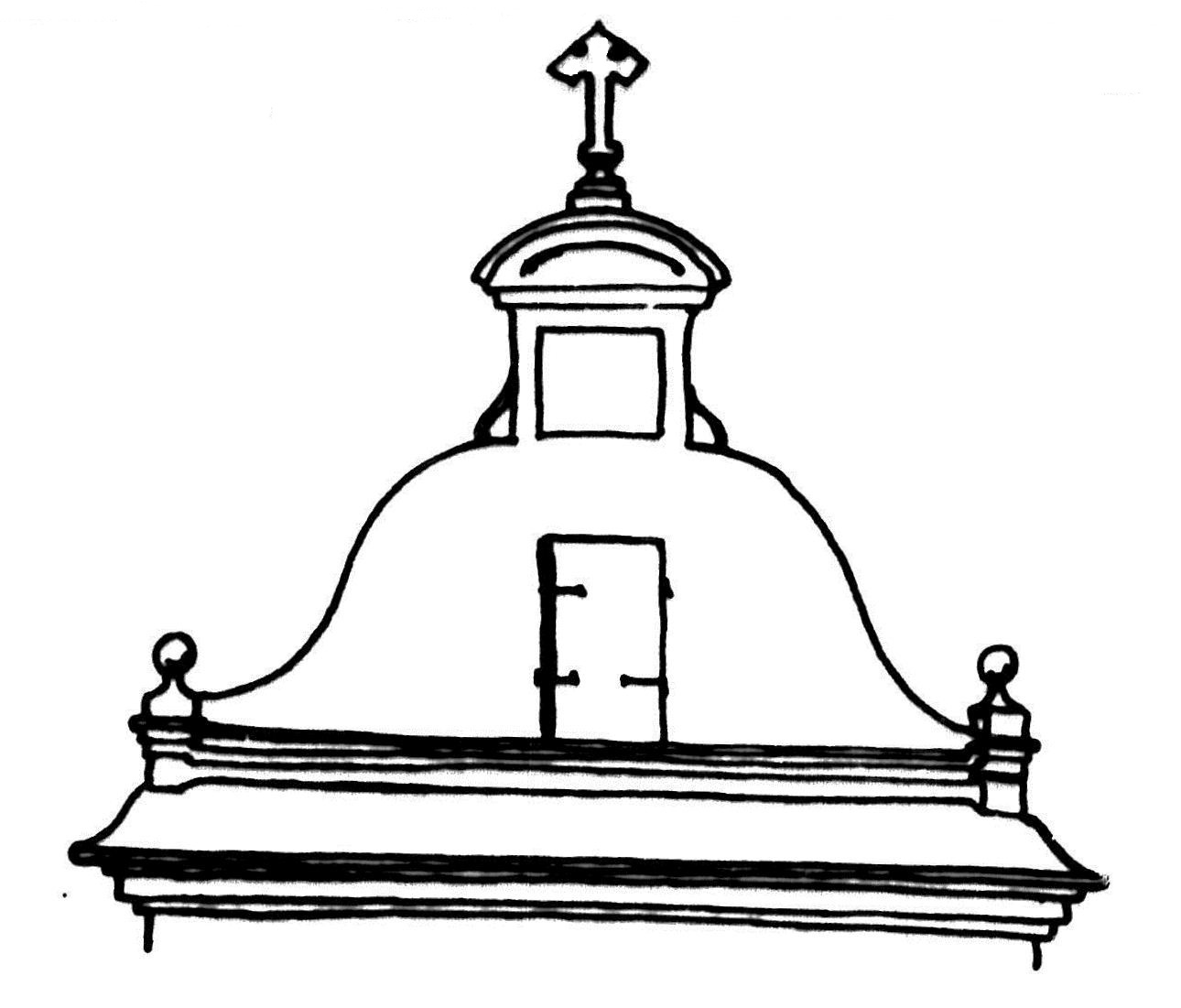
Zeichnung von Paul Sültenfuß